# 1 vs. 100
1 vs. 100 ili Jedan protiv sto je popularni kviz u kojem se jedan takmičar nadmeće u znanju protiv sto drugih takmičara. Cilj kviza je da takmičar eliminiše svih sto protivnika u kojem slučaju uzima određeni iznos novca. Kviz je nastao u produkciji Endemola, a prvi put je emitovan u Holandiju pod imenom Eén Tegen Honderd.

## Pravila kviza
Na početku kviza se od sto takmičara koji sede na galeriji slučajnim odabirom izabere jedan koji će učestvovati. On silazi sa galerije, specijalno za kviz uređene scenografije i dolazi do pulta za kojim se nalazi voditelj usmeren licem ka ostalim takmičarima. Posle kratkog predstavljanja takmičaru se nude na izbor dve oblasti ili teme od kojih on bira jednu na koju će odgovarati. Kada voditelj postavi pitanje prvo takmičari na galeriji imaju rok od šest sekundi da obeleže tasterom jedan od tri ponuđena odgovora. Nakon toga, glavni takmičar odgovora na pitanje, a vreme za razmišljanje za njega je neograničeno. Ako da pogrešan odgovor završava svoje učešće u kvizu i odlazi bez osvojenog novca. U suprotnom, ako da tačan odgovor, gleda se koliko je takmičara sa galerije tačno odgovorilo. Svi oni koji nisu dali tačan odgovor se zatamnjuju (njihove galerije se gase) i njihovi novčani iznosi se sabiraju i daju glavnom takmičaru. Oni koji su dali tačan odgovor prolaze dalje u drugi krug i sve tako dalje do kraja.
Na primer ako su na prvo pitanje od njih 100, dvadeset šest takmičara dalo pogrešan odgovor, oni ispadaju iz daljeg toka takmičenja, a njihovi iznosi se pripisuju glavnom takmičaru, koji sad odgovara na jednu od dve nove ponuđene oblasti boreći se protiv preostalih 77 takmičara i sve tako redom dok ne eliminiše i poslednjeg.
U slučaju da svi takmičari sa galerije daju netačan odgovor, voditelj će to predočiti takmičaru pre nego što se ovaj odluči da li će da da svoj odgovor. Takmičar tada ima više opcija na raspolaganju. Prva je da odustane od odgovoranja i da zadrži osvojeni iznos novca. Takođe u toj situaciji može iskoristiti pomoć dvostruko (ako mu je preostala) u kojem slučaju da tačno odgovori osvojeni iznos može duplirati. Najzad, ako pogreši odlazi bez ičega.
Ako u toku kviza takmičar da pogrešan odgovor, takmičari sa galerije koji su tačno odgovorili dele određeni iznos novca, i slučajnim odabirom jedan od njih se bira kao novi takmičar.

## Pomoć u kvizu
Glavnom takmičaru stoje na raspolaganju i tri pomoći ili džokera. To su pomoć preskok, igraj dvostruko i preskok plus. Njih može koristiti samo glavni takmičar, dok igrači sa galerije su dužni da odgovaraju na svako pitanje bez pomoći i u roku od 6 sekundi.
Ako iskoristi pomoć preskoči pitanje, takmičarev do tada osvojeni iznos se prepolovljuje i on ne dobija nikakav novac, čak i u slučaju da su neki takmičari na galeriji dali pogrešan odgovor. Pomoć Igraj dvostruko takmičar može iskoristiti kad je siguran u odgovor na pitanje i u tom slučaju se njegov novčani iznos udvostručuje. Pomoć preskok plus takmičar može iskoristiti samo u slučaju da eliminiše 80% takmičara sa galerije i tada mu se kao jedna od dve ponuđene opcije bira određena oblast i preskok plus, gde takmičar ne zna koja se oblast krije iza opcije preskok plus, ali mu njen izbor ako odgovori na oblast koja se krije iza đokera preskok plus pruža mogućnost da dobije još jedan preskok.